# Rachel John
Rachel John (Londra, 12 ottobre 1980) è un'attrice e cantante inglese, nota soprattutto come interprete di musical nel West End di Londra.
Nel 2014 ha debuttato nel West End come alternata di Beverley Knight nel ruolo di Felicia nel musical Memphis. Dopo aver recitato per due repliche settimanali per sedici mesi di repliche, John sostituì definitivamente la Knight nel ruolo della protagonista per le due ultime settimane in cartellone.
Nel 2016 torna a recitare accanto alla Knight nel musical The Bodyguard al Dominion Theatre, nel ruolo di Nicki Marron. Nel dicembre 2017 torna sulle scene londinesi nel debutto europeo del musical Premio Pulitzer Hamilton, in cui interpreta Angelica Schuyler Church; per la sua performance viene candidata al Laurence Olivier Award alla migliore attrice non protagonista in un musical.